# Karl Rudolf Bökman
Karl Rudolf Bökman, född 10 maj 1895 i Göteborg, död där 21 mars 1985, var en svensk skeppsredare.
Karl Rudolf Bökman var son till stadsmäklaren Sven Bökman. Han utbildades på skeppsmäklarkontor i Göteborg, London och New York 1914-1921 och blev därefter avdelningschef i firman August Bolten i Hamburg 1921 och direktör hos AB Kreuger & Toll i Amsterdam. 1931 utsågs Bökman till VD för Svenska Lloyd som ersättare för den avlidne Herbert Metcalfe. Bolaget hade då genomgått en explosionsartad expansion och blivit ett av Sveriges största linjerederier. Under Bökmans ledning utökades och moderniserades bolagsflottan, och många av de äldre fartygen ersattes av modernare, främst genom ett flertal motorfartyg. Bökman var en av den svenska rederirörelsens förtroendemän och styrelseledamot i Sveriges Redareförening, Sveriges allmänna sjöfartsförening, Sveriges ångfartygs assuransförening, styrelsesuppleant i Svenska Amerika Linien AB och ledamot i Göteborgs bogserings- och bärgnings AB. Han tillhörde även styrelsen i flera större industriföretag som Eriksbergs mekaniska verkstads AB, Färg AB International och Marieholms nya Industri AB.